# Bandeira de Presidente Prudente
A bandeira de Presidente Prudente, município brasileiro localizado no interior e oeste do estado de São Paulo, foi desenhada por Luiza Salvador Damato (Dona Luizinha), foi adotada foi adotada pela Lei n. 568, de 4 de julho de 1960. É composta pelo brasão ao meio e pelas cores da bandeira estadual.